# DNA²
DNA² (Ｄ・Ｎ・Ａ² ～何処かで失くしたあいつのアイツ～, DNA² ~Dokokade Nakushita Aitsuno Aitsu~) é a história de Junta Momonari, um jovem adolescente que é como muitos outros garotos, com exceção de que tem alergia a mulheres, e toda vez que ocorre algo muito íntimo, ele acaba vomitando. Karín Aoi, uma operadora de DNA, veio do futuro para impedir a super população do mundo devido ao chamado "mega playboy", que é, na verdade, o próprio Junta.
Karín atira uma bala DCM com um efeito especial em Junta para impedir que o DNA de mega play boy de Junta se revele. Porém, ela atira a bala errada e acelera o processo. É a partir daí que o enredo se desenrola.

## História
No futuro, a Terra sofre com a superpopulação causada pelos mega-playboys, homens com um tipo especial de DNA que os tornavam irresistíveis às mulheres, além claro de lhe trazerem superforça (visto no segundo episódio, quando Junta sozinho acabou com três bandidos em apenas três segundos) a ponto de cada um deles ter 100 filhos com mulheres diferentes e cada um dos recém nascidos se tornarem também mega-playboys. Em três gerações, eles transformaram a sociedade num verdadeiro caos.
Karin Aoi, uma Operadora de DNA, foi enviada ao passado para encontrar o causador dessa catástrofe e alterar seu DNA para transformá-lo num rapaz normal. Com uma bala especial (DCM), ela encontraria o tal jovem, atiraria nele e fim dos problemas.
Karin encontra Momonari Junta, um típico colegial  e de 16 anos, completamente bobo e com um problema sério com mulheres (Exemplo: se ele vê um decote insinuante ele até vomita), depois dessa Karin fica completamente desiludida com o que vê: "Um fracassado como aquele seria o causador de todos os problemas da humanidade?" se pergunta.
Perplexa e aborrecida, Karin atira, por engano, a bala errada, e acaba acelerando o processo genético de Junta, fazendo com que seu DNA se torne totalmente instável. No início ela acredita que havia acertado a bala DCM correta, porém, é informada por seu chefe que a bala DCM que atirou era a errada. Karin então entra em choque e se desespera, e resolve segui-lo, enquanto isso, Junta se transforma pela primeira vez em mega-playboy e faz Tomoko, uma garota que era a mais popular em sua escola se apaixonar por ele apenas com seu olhar e seu jogo de charme. No dia seguinte, vemos Tomoko completamente rendida, a procura do mesmo, e logo Karin percebe que Junta havia se transformado em Mega-Playboy. Karin então,  quer a todo custo fazer com que Junta não se torne um playboy depravado, e tenta aproximá-lo de Ami, uma amiga de infância e aparentemente a única mulher imune ao "charme" do mega-playboy.
Karin então inicia muitos planos para unir o casal, e, ao mesmo tempo, afastar possíveis rivais que poderiam fazer Junta se transformar em mega-playboy, mas até mesmo ela acaba se apaixonando por ele no decorrer da história, porém sempre nega a sí mesma. Apesar de na forma de mega-playboy Junta não ter um amor, seu verdadeiro eu é apaixonado por Karin, a quem sempre tenta mostrar seus sentimentos, porém sempre é desprezado.

## Mídias

### Mangá
Escrito e ilustrado por Masakazu Katsura, DNA² foi publicado em série na revista Weekly Shōnen Jump da Shueisha de 23 de agosto de 1993 a 4 de julho de 1994. A Shueisha reuniu seus 42 capítulos em cinco volumes tankōbon, lançados de 2 de dezembro de 1993 a 3 de fevereiro de 1995.

#### Volumes
| N.º | Data de lançamento     | ISBN          |
| --- | ---------------------- | ------------- |
| 1   | 2 de dezembro de 1993  | 4-08-871756-2 |
| 2   | 4 de abril de 1994     | 4-08-871757-0 |
| 3   | 4 de julho de 1994     | 4-08-871758-9 |
| 4   | 4 de outubro de 1994   | 4-08-871759-7 |
| 5   | 3 de fevereiro de 1995 | 4-08-871760-0 |